# Dzierżoniów (gemeente)
De gemeente Dzierżoniów is een landgemeente in het Poolse woiwodschap Neder-Silezië, in powiat Dzierżoniowski.
De zetel van de gemeente is in Dzierżoniów.
Op 30 juni 2004 telde de gemeente 9461 inwoners.

## Oppervlakte gegevens
In 2002 bedroeg de totale oppervlakte van gemeente Dzierżoniów 142,05 km², waarvan:
- agrarisch gebied: 79%
- bossen: 15%

De gemeente beslaat 29,67% van de totale oppervlakte van de powiat.

## Demografie
Stand op 30 juni 2004:
| Omschrijving                   | Totaal | Totaal | Vrouwen | Vrouwen | Mannen | Mannen |
| ------------------------------ | ------ | ------ | ------- | ------- | ------ | ------ |
| eenheid                        | aantal | %      | aantal  | %       | aantal | %      |
| inwoners                       | 9461   | 100    | 4805    | 50,8    | 4656   | 49,2   |
| bevolkingsdichtheid (inw./km²) | 66,6   | 66,6   | 33,8    | 33,8    | 32,8   | 32,8   |

In 2002 bedroeg het gemiddelde inkomen per inwoner 1247,99 zł.

## Plaatsen
De gemeente bestaat uit 15 sołectwo:
Dobrocin, Jędrzejowice, Jodłownik, Kiełczyn, Książnica, Mościsko, Myśliszów, Nowizna, Ostroszowice, Owiesno, Piława Dolna, Roztocznik, Tuszyn, Uciechów, Włóki
Plaatsen zonder de status sołectwo: Albinów, Borowica, Byszów, Dębowa Góra, Dobrocinek, Kietlice, Kołaczów, Marianówek, Myśliszów, Wiatraczyn.

## Aangrenzende gemeenten
Bielawa, Dzierżoniów, Łagiewniki, Niemcza, Marcinowice, Pieszyce, Piława Górna, Świdnica